# Domanice (gromada w powiecie siedleckim)
Domanice – dawna gromada, czyli najmniejsza jednostka podziału terytorialnego Polskiej Rzeczypospolitej Ludowej w latach 1954–1972.
Gromady, z gromadzkimi radami narodowymi (GRN) jako organami władzy najniższego stopnia na wsi, funkcjonowały od reformy reorganizującej administrację wiejską przeprowadzonej jesienią 1954 do momentu ich zniesienia z dniem 1 stycznia 1973, tym samym wypierając organizację gminną w latach 1954–1972.
Gromadę Domanice z siedzibą GRN w Domanicach utworzono – jako jedną z 8759 gromad – w powiecie siedleckim w woj. warszawskim, na mocy uchwały nr VI/10/18/54 WRN w Warszawie z dnia 5 października 1954. W skład jednostki weszły obszary dotychczasowych gromad Domanice Kościelne, Domanice Parcela, Kopcie, Pieński, Podzdrój, Przywory Duże, Przywory Małe, Smiary kolonia i Zażelezna ze zniesionej gminy Domanice oraz wieś Podprzywory z dotychczasowej gromady Lipniak ze zniesionej gminy Wiśniew w tymże powiecie. Dla gromady ustalono 19 członków gromadzkiej rady narodowej.
31 grudnia 1959 do gromady Domanice przyłączono obszar zniesionej gromady Olszyc Szlachecki w tymże powiecie.
31 grudnia 1961 do gromady Domanice włączono Daćbogi, Pluty, Łupiny, Mroczki i Śmiary ze zniesionej gromady Śmiary w tymże powiecie.
Gromada przetrwała do końca 1972 roku, czyli do kolejnej reformy gminnej.
Do funkcji administracyjnych Domanice powróciły dopiero 2 kwietnia 1991, kiedy to w woj. siedleckim reaktywowano zniesioną w 1954 roku gminę Domanice.